# Tavvavuoma
Tavvavuoma este o arie protejată (arie specială de conservare — SAC, sit de importanță comunitară — SCI, arie de protecție specială avifaunistică — SPA) din Suedia întinsă pe o suprafață de 53.941,3 ha, integral pe uscat.

## Localizare
Centrul sitului Tavvavuoma este situat la coordonatele 68°29′30″N 20°39′48″E / 68.4916°N 20.6633°E.

## Înființare
Situl Tavvavuoma a fost declarat sit de importanță comunitară în mai 2000 pentru a proteja 27 de specii de animale. Alte tipuri de protecție:
- arie de protecție specială avifaunistică (în mai 2000)[2]
- arie specială de conservare (în decembrie 2009)[1][3][4]

## Biodiversitate
Situată în ecoregiunea alpină, aria protejată conține 10 habitate naturale: Grohotișuri silicioase de la nivelul montan până la nivelul zăpezii (Androsacetalia alpinae și Galeopsietalia ladani), Râuri de munte și vegetația erbacee de pe malurile acestora, Pajiști alpine și boreale, Ape stătătoare oligotrofe până la mezotrofe, cu vegetație de Littorelletea uniflorae și/sau de Isoëto-Nanojuncetea, Pajiști boreale și alpine pe substrat silicios, Grohotișuri calcaroase și de șisturi calcaroase de la nivelul montan până la nivelul alpin (Thlaspietea rotundifolii), Turbării Palsa, Tufărișuri subarctice cu Salix spp., Vegetație psamofilă uscată cu Calluna și Empetrum nigrum, Păduri nordice subalpine/subarctice cu Betula pubescens ssp. czerepanovii.
La baza desemnării sitului se află mai multe specii protejate:
- păsări (25): rață sulițar (Anas acuta), rață pitică (Anas crecca), gâscă de semănătură (Anser fabalis), fâsă roșiatică (Anthus cervinus), ciuf de câmp (Asio flammeus), Calcarius lapponicus, fugaci pitic (Calidris temminckii), erete vânăt (Circus cyaneus), Clangula hyemalis, lebădă de iarnă (Cygnus cygnus), șoim de iarnă (Falco columbarius), cufundar polar (Gavia arctica), prundaș de nămol (Limicola falcinellus), sitar de mal nordic (Limosa lapponica), gușă albastră (Luscinia svecica), Numenius phaeopus, notatița cu ciocul subțire (Phalaropus lobatus), bătăuș (Philomachus pugnax), ploier auriu (Pluvialis apricaria), corcodel-urechiat (Podiceps auritus), Stercorarius longicaudus, Sterna paradisaea, Surnia ulula, fluierar negru (Tringa erythropus), fluierar de mlaștină (Tringa glareola)
- mamifere (2): vulpe polară (Alopex lagopus), vidră de râu (Lutra lutra)